# UFC 180
UFC 180: Werdum vs. Hunt var en MMA-gala som arrangerades av Ultimate Fighting Championship och ägde rum 15 november 2014 i Mexico City i Mexiko. 

## Resultat
1. ↑  Titelmatch i tungvikt.